# Кокцидии
Кокцидии (Coccidia или Coccidiasina) се наричат подклас протисти от тип Apicomplexa. Представителите му са едноклетъчни паразити по прешленести червеи, нематоди, членестоноги, главоноги, сипункулиди и гръбначни животни, включително хора и домашни животни. С изключение на Coelotrophiida, всички са вътреклетъчни паразити, обитаващи храносмилателния тракт или телесната празнина при прешленестите червеи. Жизненият цикъл преминава през три последователни стадия – шизогония, гаметогония и спорогония. При някои от видовете преминава и със смяна на гостоприемниците. Най-известните представители на подкласа спадат към разред Eimeriida, родовете Toxoplasma, Eimeria и Sarcocystis.